# Julien Stevens
Julien Stevens, född den 25 februari 1943 i Mechelen, är en belgisk före detta tävlingscyklist. 
På landsväg var Stevens huvudsyssla att vara hjälpryttare åt stjärnor som Rik Van Steenbergen, Rik Van Looy och Eddy Merckx, men han knep en etappseger såväl i Tour de France (1969), som i Vuelta a España (1975), Tour de Suisse (1969), Tour of Belgium (1974) och Volta a Catalunya (1966). Därtill vann han Grand Prix Pino Cerami 1968 och blev belgisk mästare i linjelopp samma år, medan han blev silvermedaljör i linjelopp vid Världsmästerskapen i landsvägscykling 1969.
På bana blev Stevens belgisk mästare i individuellt förföljelselopp 1968, Madison (i par med Patrick Sercu) 1973 och derny 1976, samt vann dessutom fem sexdagarslopp:
1971: Milanos sexdagars med Eddy Merckx
1972: Gents sexdagars med Patrick Sercu och Montreals sexdagars med Norbert Seeuws
1973: Milanos sexdagars med Patrick Sercu
1974: Gents sexdagars med Graeme Gilmore